# Narathura diluta
Narathura diluta är en fjärilsart som beskrevs av Evans 1932. Narathura diluta ingår i släktet Narathura och familjen juvelvingar. Inga underarter finns listade i Catalogue of Life.